# Platismatia stenophylla
Platismatia stenophylla är en lavart som först beskrevs av Edward Tuckerman, och fick sitt nu gällande namn av W. L. Culb. & C. F. Culb. Platismatia stenophylla ingår i släktet Platismatia och familjen Parmeliaceae.   Inga underarter finns listade i Catalogue of Life.